# جلال أباد ماربين
جلال أباد ماربين (بالفارسية: جلال‌آباد ماربین) هي قرية تقع في قسم زازران الريفي (مقاطعة فلاورجان) في إيران. يقدر عدد سكانها بـ 1,775 نسمة .